# Танабе Томодзі
Томодзі Танабе (яп. 田鍋友時; 18 вересня 1895 — 19 червня 2009) — японський довгожитель, вік якого підтверджено Групою геронтологічних досліджень (GRG) та Групою LongeviQuest (LQ). 24 січня 2007 року після смерті 115-річного Еміліано Меркадо дель Торо, він став найстарішим живим чоловіком у світі, чий вік був підтверджений. Він був останнім достовірно зареєстрованим довгожителем, який народився у 1895 року. Він входив до 100
найстаріших підтверджених людей у світі та був 7-м найстарішим чоловіком у світі. Його вік становив 113 років, 274 дня.

## Біографія
Танабе Томодзі народився 18 вересня 1895 року в Міяконоджьо, Міядзакі, Японія.
Він почав свою кар'єру, працюючи землеміром та інженером-будівельником у місцевій мерії.
Він одружився з Сугі, у пари було 8 дітей (3 дочки та 5 синів) — усі його діти були ще живі на момент його смерті. Його дружина померла у 1989 році у віці 93 років.
Танабе дотримувався ретельної безалкогольної дієти та до самої смерті щодня здійснював довгі прогулянки сам. На момент свого 113-го дня народження у 2008 році він все ще мав чудову форму і був здатний ходити без сторонньої допомоги. На той час у нього було 25 внуків, 53 правнуків і 7 праправнуків.
19 червня 2009 року Томодзі Танабе помер у Міяконоджьо, Японія від хвороби серця, у віці 113 років, 274 дня. Після його смерті найстарішим живим чоловіком у світі став ветеран Першої світової війни, Генрі Аллінгем, а найстарішим живим чоловіком в Японії став Дзіроемон Кімура.

## Рекорди довгожителя
- Танабе був одним із семи найстаріших у світі людей, чий вік був верифікований і одним із трьох найстаріших в Японії.